# Duszniki Zdrój
Duszniki Zdrój (Duits:Bad Reinerz) is een stad in het Poolse woiwodschap Neder-Silezië, gelegen in de powiat Kłodzki. De oppervlakte bedraagt 22,28 km², het inwonertal 5150 (2005).
Duszniki Zdrój, (Duits: Bad Reinerz) en bij Pruisen hoorde, ligt in een dal. Het staat bekend om zijn Kurpark met bronwater dat net buiten het stadje ligt. In datzelfde park ligt ook het Chopinhuis waar elk jaar Chopin-concerten of 'Festspiele' worden gehouden. Volgens een legende is de Ratschenberg, waar een aantal huizen nu nog als ruïne te zien zijn, verbonden met een gang van de berg naar het oudste huis in Duszniki Zdrój. De Poolse naam voor Ratschenberg is Riaczyn Grodziec. Op de Ratschenberg zouden twee burchten hebben gestaan. Voorbijtrekkende karavanen overvielen geregeld de burchten en huizen.
Ratschenberg ligt op een hoogte van 802 meter. In de winter kan er tot wel één meter sneeuw vallen. De Ratschenberg is een van de drie bergen die in de omgeving van het stadje liggen. Duszniki Zdrój heeft een eigen oud spoorwegstation en een papiermuseum. In 1324 wordt de Sankt Petrus und Paulus Pfarrkirche voor het eerst genoemd. In de 14e eeuw kreeg het stadje stadsrechten. De papiermolen met museum dateert uit 1605.

## Verkeer en vervoer
- Station Duszniki Zdrój